# Peter Underwood

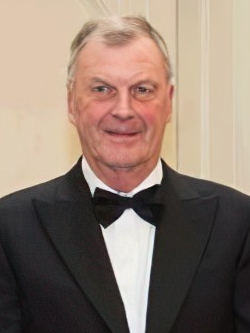
Peter Underwood (2012)

Peter Underwood (* 10. Oktober 1937 in Großbritannien; † 7. Juli 2014 in Hobart) war ein britischer Jurist. Von 2008 bis zu seinem Tod war er Gouverneur von Tasmanien. Davor war er als Richter am obersten Gerichtshof von Tasmanien, dem Supreme Court of Tasmania, tätig, zuletzt als dessen Präsident.

## Leben
Underwood wurde 1937 in Großbritannien geboren und wanderte mit seiner Familie 1950 nach Australien aus. Nach Dienst in der Royal Australian Navy schloss er 1960 ein Jurastudium an der University of Tasmania ab und arbeitete danach in einer Anwaltskanzlei. Im Jahr 1984 wurde er zum Richter des Supreme Court of Tasmania ernannt. Daneben übte Underwood Lehrtätigkeiten an verschiedenen Hochschulen, u. a. an der University of Tasmania, aus, wofür er 2001 die Ehrendoktorwürde erhielt. 2002 wurde er von Elisabeth II. zum Officer of the Order of Australia, 2009 zum Companion of the Order of Australia ernannt.
Im März 2008 wurde er vom tasmanischen Premierminister Paul Lennon als Gouverneur vorgeschlagen und am 2. April vereidigt. 2012 wurde seine Amtszeit um weitere vier Jahre verlängert.
Underwood starb am 7. Juli 2014 an den Folgen einer Leberkrebserkrankung. Er war verheiratet und Vater von vier Kindern.

## Auszeichnungen
- Officer of the Order of Australia (2002)
- Companion of the Order of Australia (2009)